# Utricularia erectiflora
Utricularia erectiflora — вид рослин із родини пухирникових (Lentibulariaceae).

## Біоморфологічна характеристика
Це багаторічна наземна рослина. Листки вузьколінійні, 5–20 × 0.2–0.4 мм. Суцвіття в китицях завдовжки 5–35 см. Частки чашечки нерівні, яйцеподібні, 3–6 мм завдовжки. Віночок завдовжки 0.8–1.2 см, жовтий, нижня губа приблизно з половину довжини шпори. Плід — широко-еліпсоїдна коробочка завдовжки 3 мм.

## Середовище проживання
Цей вид має широке поширення в Центральній та Південній Америці, включаючи Нікарагуа, Беліз, Колумбію, Еквадор, Болівію, Венесуелу, Гаяну, Суринам, Французьку Гвіану та Бразилію.
Вид росте на суші у вологих піщаних саванах, болотах і вологих луках; на висотах від 0 до 500 метрів.

## Використання
Вид культивується невеликою кількістю ентузіастів роду. Торгівля незначна.